# كبلر-68b
كيبلر 68 بي (بالإنجليزية: Kepler-68b)‏ الذي يرمز له بالرمز KOI-246.01، هو كوكب خارج المجموعة الشمسية، في كوكبة الدجاجة (كوكبة)، يتبع Kepler-68.

## الاكتشاف
اكتشف في 12 فبراير 2013.